# Vervio
Vervio är en ort och kommun i provinsen Sondrio i regionen Lombardiet i Italien. Kommunen hade 212 invånare (2018).